# 涧沟遗址
涧沟遗址，位于中国河北省邯郸市涧沟村，为邯郸市邯郸县的一个全国重点文物保护单位，类型为古遗址，公布时间为1993年7月15日。
涧沟遗址的历史年代为新石器时代、商、周、汉。
在涧沟的龙山文化层中，发现了一座房屋基址和两口枯井。其中，屋内发现了6个带有被打击及剥头皮痕迹的人颅骨；在被废弃的枯井中，则埋有5层人骨架，男女老少皆有。这被认为是中国史前史上最早的人类暴力活动的直接证据。